# Fabian Baumgart
Fabian Baumgart (* 1979) ist ein deutscher Handballschiedsrichter aus Neuried. Er gehört zum Elitekader des DHB und ist seit 1997 Schiedsrichter.

## Karriere
Baumgart wurde 1997 Schiedsrichter. 18 Jahre pfiff er zusammen mit Sascha Wild zusammen. Das Gespann stieg 2010 in die Handball-Bundesliga auf und verbuchte 504 Spiele auf Ebene des DHB. Seit 2013 durfte das Gespann Baumgart/Wild auch internationale Partien leiten und kommt auf 107 Einsätze. Da Baumgarts langjähriger Gespannpartner Wild nach einer Schulterverletzung seine Schiedsrichterkarriere beendete, pfeift Baumgart seit Dezember 2023 mit Philipp Dinges. Durch den Wechsel des Gespannpartners gehört Baumgart nicht mehr zu den internationalen Schiedsrichtern, sondern gehört als Teil des Gespanns Baumgart/Dinges dem Elitekader des DHBs an. Mittlerweile hat Baumgart 519 Handballspiele auf Ebene des DHBs geleitet.

## Privates
Hauptberuflich arbeitet Baumgart für eine Krankenkasse.